# Grumman F3F
Grumman F3F byl americký palubní stíhací letoun. Byl to poslední dvouplošný stíhací letoun, přijatý do výzbroje letadlových lodí US Navy, jež později ve službě nahradila nová generace prvních stíhacích jednoplošníků typů Brewster F2A Buffalo a Grumman F4F Wildcat.
Grumman F3F byl v pořadím třetím stíhacím palubním letounem, který firma Grumman vyvinula pro americké námořnictvo. Prvním byl dvoumístný stíhací dvouplošník se zatahovacím podvozkem Grumman FF z let 1931–1932 a druhým jednomístný letoun obdobné koncepce Grumman F2F, který již byl přímým předchůdcem F3F.

## Historie

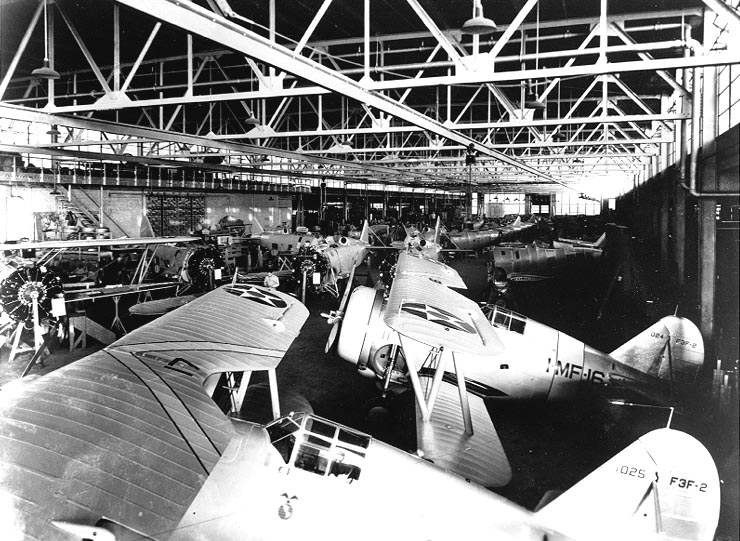
Výroba F3F-2

Dne 15. října 1934 objednalo US Navy vývoj F3F jako nástupce F2F, který právě vstupoval do služby. Nový letoun si zachoval původní koncepci, ale měl větší rozměry. První prototyp XF3F-1 (BuNo 9727) poprvé vzlétl 20. března 1935. Pilotoval ho zkušební pilot Jimmy Collins. Stroj poháněl, stejně jako druhý prototyp, dvouhvězdicový vzduchem chlazený čtrnáctiválec Pratt & Whitney R-1535-72 o výkonu 650 hp při 2200 otáčkách za minutu. Vrtule byla dvoulistá. Již o dva dny se však při testování odolnosti a ovládání při střemhlavém letu, vinou překročení povoleného zatížení letounu, rozpadl ve vzduchu. Zkušební pilot Jimmy Collins při havárii zahynul. Druhý prototyp poprvé vzlétl 9. května 1935, ale již 17. května se při zkušebním letu dostal do vývrtky a pilot ho musel opustit na padáku.
Třetí prototyp poprvé vzlétl 7. června 1935. Lišil se především použitím výkonnějšího motoru verze R-1535-84 o výkonu 700 hp při 2250 otáčkách za minutu a zvětšenou směrovkou. Testy tohoto prototypu již byly úspěšné a 24. srpna 1935 byla objednána sériová výroba letounu. Celkem bylo objednáno 54 strojů verze F3F-1 (BuNo 0211-0264), poháněných dvouhvězdicovým čtrnáctiválcem Pratt & Whitney R-1534-84 Twin Wasp Junior o vzletovém výkonu 515 kW.

## Konstrukce

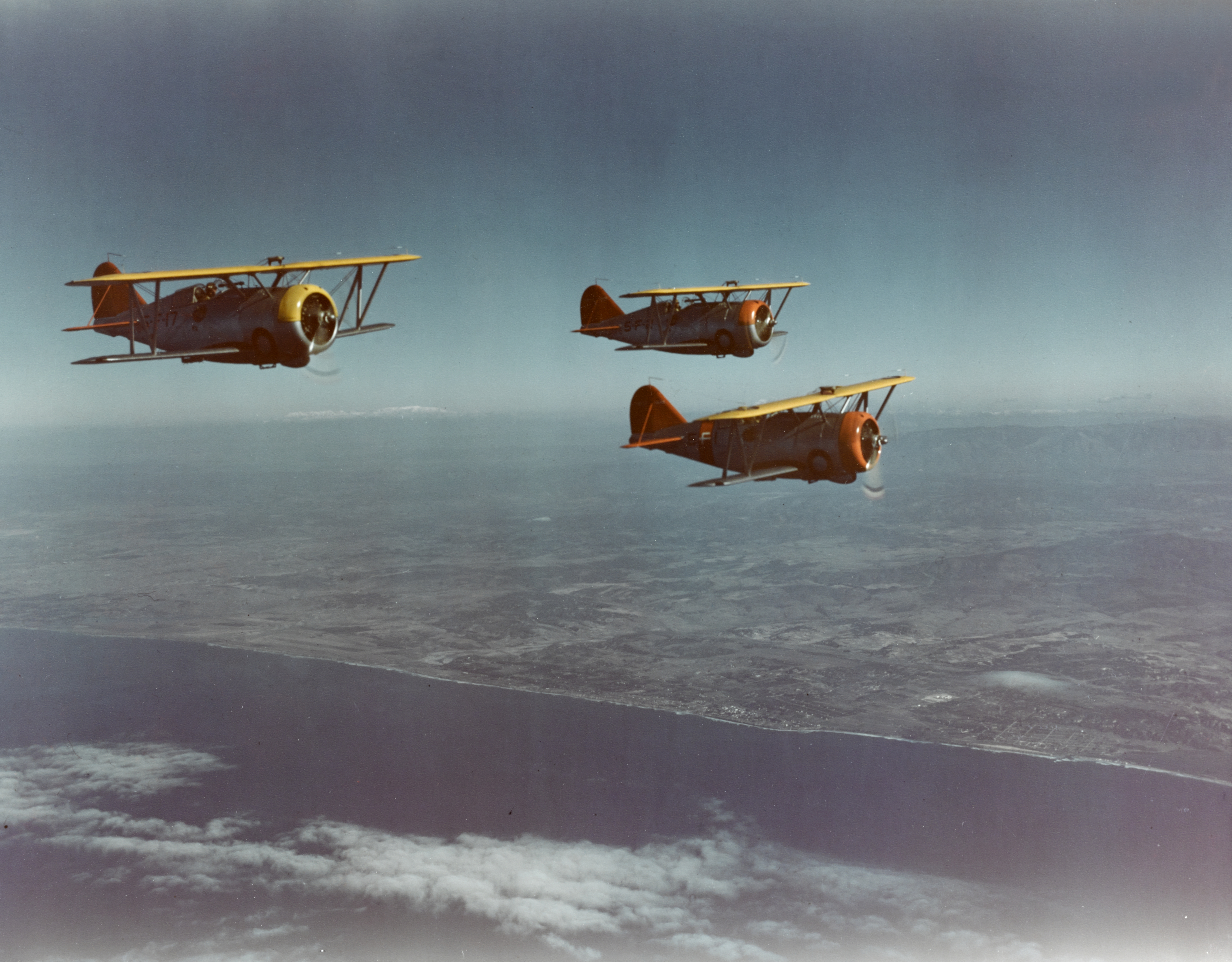
Trojice F3F-3 z USS Yorktown za letu

Jednalo se o jednomístný jednomotorový dvouplošník se zatahovacím podvozkem záďového typu, jehož kola se, jak tehdy bylo u Grummanu obvyklé, sklápěla do kruhovitých šachet na bocích trupu před náběžnou hranou křídla (i ostruhové kolečko bylo zatahovací). Trup byl celokovový, křídla měla kovovou kostru a plátěný potah a ocasní plochy byly kovové, jen kýlovka a směrovka byly potažené plátnem. V trupu a křídle bylo vytvořeno několik vodotěsných prostorů, které měly bránit rychlému potopení letounu v případě nouzového přistání na mořské hladině. Vzpěrový systém tvořily dva páry vzpěr mezi trupem a křídlem a dvojice mezikřídelních vzpěr ve tvaru písmene N (vzpěry zpevňovaly i ocasní plochy). Křídla byla vyztužena také systémem drátů.
Výzbroj prvních dvou prototypů tvořily dva synchronizované kulomety ráže 7,62 mm, všechny ostatní stroje nesly zesílenou výzbroj v podobě jednoho kulometu Browning ráže 7,62 mm (zásoba 500 nábojů) a jednoho M2 Browning ráže 12,7 mm (zásoba 200 nábojů). Letoun mohl nést dvě 50kg pumy na podkřídelních závěsnících.

## Operační služba

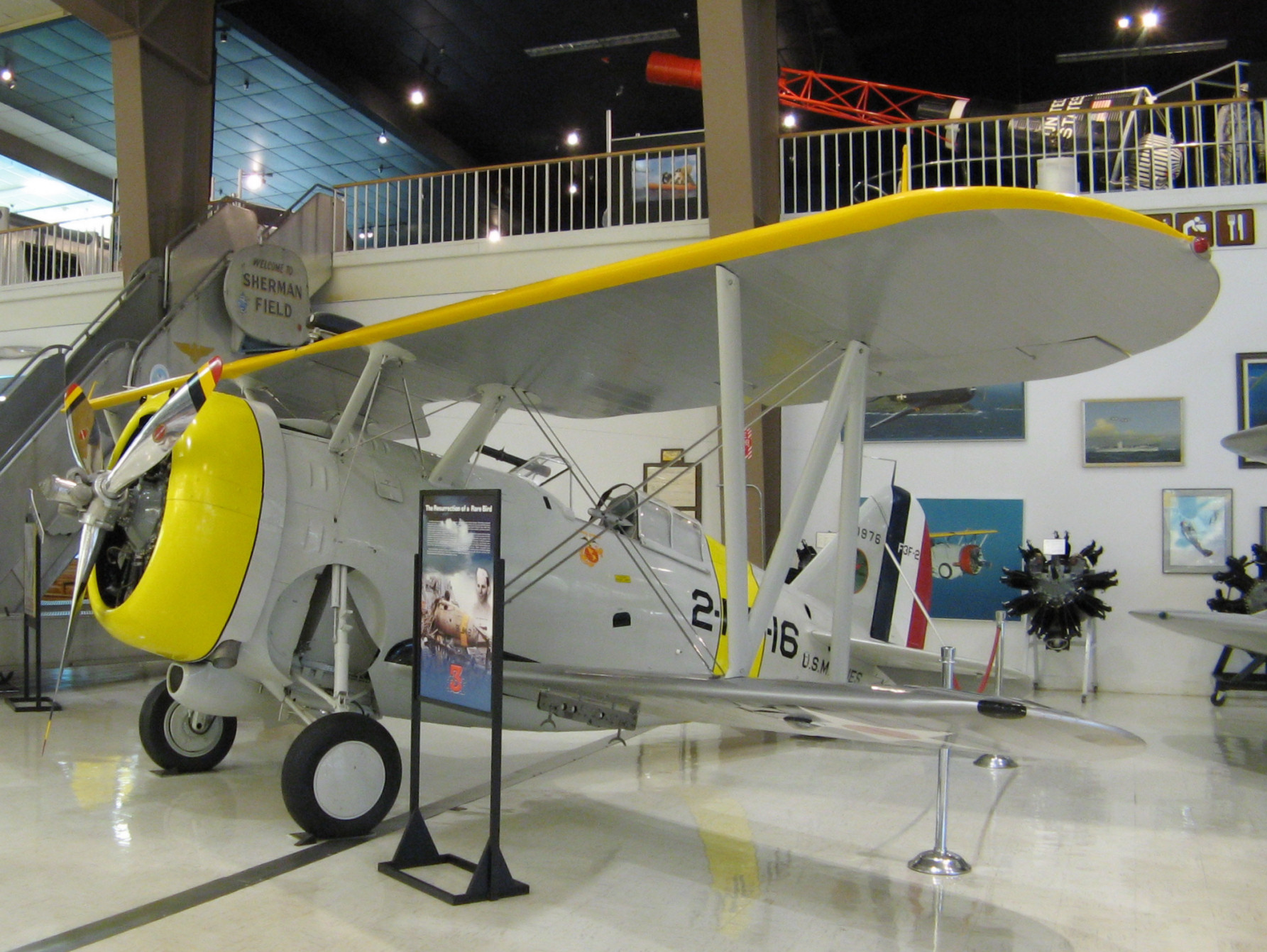
Grumman F3F-2, Naval Aviation Museum, Pensacola, Florida

První kusy F3F-1 se k bojovým jednotkám dostaly v lednu 1936. První squadronou, která typ obdržela byla VF-5B (od léta 1939 přeznačené na VF-4) na letadlové lodi USS Ranger. Další jednotkou vyzbrojenou typem se stala VF-6B (VF-3) na letadlové lodi USS Saratoga (CV-3). Postupně byly typem F3F vyzbrojeny všechny stíhací squadrony námořnictva. Letoun používala i Námořní pěchota Spojených států, například u VF-4M v San Diegu. Na základě zkušeností s provozem letounu byl u všech strojů dodatečně zesílen nosník horního křídla a závěsy křidélek.
Na verzi F3F-1 mezi červencem 1937 a květnem 1938 navázaly dodávky 82 kusů verze F3F-2 (BuNo 0967-1047). První prototyp F3F-2 vzlétl 21. července 1936 a které měly být překlenovacím typem do příchodu moderních stíhacích jednoplošníků Brewster F2A Buffalo a Grumman F4F Wildcat. Tuto verzi poháněl nový motor Wright R-1820-22 Cyclone o výkonu 950 hp, který tentokrát roztáčel třílistou vrtuli. Prstenec motoru měl větší průměr a na rozdíl od F3F-1 hladký povrch. Pod ním byl umístěn chladič oleje. Další změnou byla větší směrovka a nový překryt kabiny. Jako první operační je převzala squadrona VF-6 na letadlové lodi USS Enterprise (CV-6) a jednotky USMC VMF-1 a VMF-2.
Poslední sériovou variantou byl F3F-3, který měl díky vylepšené aerodynamice (nový překryt kabiny, vrtule s menším průměrem apod.) mírně vyšší výkony. Dodávky 27 sériových strojů (BuNo 1444-1470) probíhaly v období prosinec 1938 až květen 1939. Letouny byly přiděleny jednotce VF-5 na USS Yorktown (CV-5).
Všechny stroje F3F byly od stíhacích jednotek vyřazeny do konce roku 1941 a dosloužily u cvičných a záložních jednotek. Nikdy nebyly bojově nasazeny.

## Civilní varianty
Od verze F3F-2 byl odvozen jeden civilní testovací a předváděcí letoun společnosti Gulf Oil company, označený Gulfhawk II (G-22), který se dochoval v americkém National Air and Space Museum ve Washington, D.C. Ten doplňoval ještě dvoumístný Gulfhawk III (G-32), rovněž odvozený od F3F-2.

## Specifikace (F3F-2)

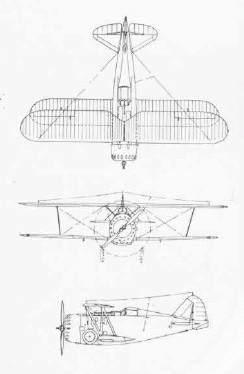
Třípohledový nákres Grummanu F3F

### Technické údaje
- Posádka: 1 (pilot)
- Rozpětí: 9,75 m
- Délka: 7,1 m
- Výška: 3,17 m
- Hmotnost prázdného letounu: 1478 kg
- Maximální vzletová hmotnost : 2042 kg
- Pohonná jednotka: 1 × hvězdicový motor Wright R-1820-22 Cyclone
- Výkon pohonné jednotky: 950 hp (710 kW)

### Výkony
- Maximální rychlost:409 km/h
- Dostup: 10 700 m
- Dolet: 1328 km

### Výzbroj
- 1× kulomet Browning ráže 7,62 mm
- 1× kulomet M2 Browning ráže 12,7 mm